# Categoría Primera A 1966
Die Categoría Primera A 1966 war die neunzehnte Austragung der kolumbianischen Fußballmeisterschaft. Die Meisterschaft konnte zum vierten Mal Santa Fe vor Independiente Medellín gewinnen. Torschützenkönig wurde der Argentinier Omar Lorenzo Devanni von Santa Fe mit 31 Toren.
Es nahmen die gleichen 13 Mannschaften wie im Vorjahr teil, außerdem kehrte Atlético Junior nach 13 Jahren Abwesenheit zurück.
Alle Mannschaften spielten viermal gegeneinander.
Nach der Lösung des Problems der Spaltung der Verbände im kolumbianischen Fußball, durften kolumbianische Mannschaften wieder an internationalen Wettbewerben teil. Nach einer Regeländerung nahm neben dem Meister auch der Vizemeister an der Copa Libertadores 1967 teil.

## Teilnehmer
Die folgenden Vereine nahmen an der Spielzeit 1966 teil.
| Mannschaft                                     | Stadt        | Departamento       |
| ---------------------------------------------- | ------------ | ------------------ |
| América de Cali                                | Cali         | Valle del Cauca    |
| Atlético Nacional                              | Medellín     | Antioquia          |
| Atlético Bucaramanga                           | Bucaramanga  | Santander          |
| Once Caldas                                    | Manizales    | Caldas             |
| Deportivo Cali                                 | Cali         | Valle del Cauca    |
| Cúcuta Deportivo                               | Cúcuta       | Norte de Santander |
| Independiente Santa Fe                         | Bogotá       | Bogotá             |
| Junior                                         | Barranquilla | Atlántico          |
| Unión Magdalena                                | Santa Marta  | Magdalena          |
| Independiente Medellín                         | Medellín     | Antioquia          |
| Millonarios                                    | Bogotá       | Bogotá             |
| Deportivo Pereira                              | Pereira      | Risaralda 1        |
| Deportes Quindío                               | Armenia      | Quindío 1          |
| Deportes Tolima                                | Ibagué       | Tolima             |
| 1 Quindío und Risaralda wurden 1966 gegründet. |              |                    |

## Tabelle
| Pl. | Verein                 | Sp. | S  | U  | N  | Tore    | Diff. | Punkte |
| --- | ---------------------- | --- | -- | -- | -- | ------- | ----- | ------ |
| 1.  | Santa Fe               | 52  | 25 | 16 | 11 | 102:760 | +26   | 66:38  |
| 2.  | Independiente Medellín | 52  | 25 | 13 | 14 | 106:730 | +33   | 63:41  |
| 3.  | Deportivo Pereira      | 52  | 24 | 13 | 15 | 091:830 | +8    | 61:43  |
| 4.  | Once Caldas            | 52  | 24 | 11 | 17 | 101:830 | +18   | 59:45  |
| 5.  | Millonarios            | 52  | 23 | 12 | 17 | 098:880 | +10   | 58:46  |
| 6.  | Deportivo Cali (M)     | 52  | 20 | 15 | 17 | 083:760 | +7    | 55:49  |
| 7.  | Cúcuta Deportivo       | 52  | 19 | 16 | 17 | 077:720 | +5    | 54:50  |
| 8.  | Junior                 | 52  | 21 | 11 | 20 | 094:880 | +6    | 53:51  |
| 9.  | Unión Magdalena        | 52  | 21 | 10 | 21 | 076:800 | −4    | 52:52  |
| 10. | América de Cali        | 52  | 16 | 16 | 20 | 060:690 | −9    | 48:56  |
| 11. | Atlético Bucaramanga   | 52  | 13 | 16 | 23 | 071:890 | −18   | 42:62  |
| 12. | Atlético Nacional      | 52  | 15 | 11 | 26 | 081:103 | −22   | 41:63  |
| 13. | Deportes Tolima        | 52  | 15 | 11 | 26 | 074:980 | −24   | 41:63  |
| 14. | Deportes Quindío       | 52  | 12 | 11 | 29 | 074:110 | −36   | 35:69  |

| (M) | Meister 1965: Deportivo Cali |

## Torschützenliste
| Pl. | Spieler              | Mannschaft       | Tore |
| --- | -------------------- | ---------------- | ---- |
| 1.  | Omar Lorenzo Devanni | Santa Fe         | 31   |
| 2.  | Oswaldo Pérez        | Once Caldas      | 29   |
| 3.  | Walter Sossa         | Cúcuta Deportivo | 28   |